# Вильгельм Австрийский
Вильгельм Франц Карл Австрийский (нем.  Wilhelm Franz Karl von Österreich; 21 апреля 1827, Вена — 29 июля 1894, Баден близ Вены) — военачальник, фельдмаршал императорской и королевской армии Австро-Венгрии, эрцгерцог Австрийский, 57-й великий магистр Тевтонского ордена (1863—1894).

## Биография
Представитель рода Габсбург-Лотарингских. Четвёртый сын Карла, герцога Тешенского и Генриетты Александрины Нассау-Вейльбургской, внук императора Священной Римской империи Леопольда II и Марии Луизы Испанской.
С ранних лет готовил себя к воинской службе. Особенно его интересовала артиллерия. В 1846 году ему был присвоен чин полковника пехоты. В следующем году — генерал-майора.
В 1860 году стал командующим полевой артиллерией Ломбардо-Венецианского королевства, в 1862 — командующим Майнцкой группой войск.
Участник многих сражений, в том числе при Сольферино в 1859 и битве при Садове в 1866.
4 января 1867 получил звание фельдмаршала императорской и королевской армии Австро-Венгрии.
В октябре 1845 года Вильгельм Австрийский был принят в Тевтонский орден. После завершения срока послушничества в 1846 году был избран помощником великого магистра. С 1863 года после смерти эрцгерцога Максимилиана Австрийского возглавил орден. Будучи магистром, способствовал организации Тевтонских полевых госпиталей в австрийской армии.
Был инициатором создания военно-исторического музея в Вене.
В личной жизни Вильгельм, эрцгерцог Австрийский, несмотря на обеты, данные при вступлении в орден, в числе прочего, безбрачия, жил богато и участвовал в публичной жизни. Много и удачно играл на бирже, что приносило ему существенный доход. Жил за счет успешной деятельности на фондовом рынке и от продажи ценных бумаг.
Во время военной службы собрал большую коллекцию наград Габсбургской монархии.
Любил светскую жизнь, балы и верховую езду. Жил в специально построенном для него в 1864—1867 дворце близ столицы. Его многочисленные связи с женщинами были причиной многих слухов.
Летом 1894 во время одной из верховых поездок эрцгерцог решил приучить коня к шуму нового паровоза. Езда вдоль железнодорожной линии закончилась тем, что испуганный конь сбросил наездника. В результате падения Вильгельм Австрийский получил тяжёлые ранения и в тот же день скончался.
Похоронен в Вене в Капуцинеркирхе, императорском склепе.
Кавалер многих наград, в том числе российского ордена Андрея Первозванного.

## Память
Иоганн Штраус в 1854 году посвятил ему марш в честь выздоровления.
В честь Вильгельма Австрийского, от имени его племянника и наследника Евгения Австрийского (которому тогда было меньше года) в Вайкерсдорфе (Баден) установлена памятная колонна.
В 1896 году в Леопольдштадте, поблизости от Пратера, была построена артиллерийская казарма, названная именем эрцгерцога Вильгельма. Правда, к 2005 году последнее здание этой казармы было снесено, а место застроено жилыми домами.
Смотровая башня, построенная на вершине горы Аннингер в 1887 году названа Вильгельмсварте, в честь эрцгерцога.